# Michał Fadel z Bejrutu
Michał Fadel z Bejrutu (ur. 1710 w Bejrucie, zm. 17 maja 1795) – duchowny katolicki kościoła maronickiego, w latach 1793–1795 64. patriarcha tego kościoła - "maronicki patriarcha Antiochii i całego Wschodu".
W 1762 został mianowany biskupem Tyru, a prawdopodobnie w 1786 biskupem Bejrutu.